# Geordie - Masters of Rock
Geordie - Masters of Rock è il terzo album del gruppo musicale britannico Geordie. È stato pubblicato dalla EMI nel 1974, come vol. 8 della serie "Masters of Rock". Nel disco ci sono alcune canzoni che, in precedenza, erano uscite solo su singolo.

## Tracce
1. Geordie stomp (Malcolm - Johnson)
2. Can you do it (Malcolm)
3. Give you till monday (Malcolm)
4. Red eyed lady (Malcolm)
5. Don't do that (Malcolm)
6. Black cat woman (Malcolm)
7. Keep on rocking (Malcolm)
8. Electric lady (Malcolm)
9. Natural born loser (Malcolm)
10. Ain't it just like a woman (Malcolm)
11. All because of you (Malcolm)

## Formazione
- Brian Johnson (voce)
- Vic Malcolm (chitarra)
- Tom Hill (basso)
- Brian Gibson (batteria)